# Ариньяк
Аринья́к (фр. Arignac, окс. Arnhac) — коммуна во Франции, находится в регионе Окситания. Департамент коммуны — Арьеж. Входит в состав кантона Тараскон-сюр-Арьеж. Округ коммуны — Фуа.
Код INSEE коммуны — 09015.

## Население
Население коммуны на 2008 год составляло 700 человек.
| 1962 | 1968 | 1975 | 1982 | 1990 | 1999 | 2008 |
| ---- | ---- | ---- | ---- | ---- | ---- | ---- |
| 464  | 502  | 532  | 683  | 626  | 583  | 700  |

## Экономика
В 2007 году среди 424 человек в трудоспособном возрасте (15—64 лет) 277 были экономически активными, 147 — неактивными (показатель активности — 65,3 %, в 1999 году было 65,4 %). Из 277 активных работали 262 человека (138 мужчин и 124 женщины), безработных было 15 (5 мужчин и 10 женщин). Среди 147 неактивных 33 человека были учениками или студентами, 61 — пенсионерами, 53 были неактивными по другим причинам.